# 斯文·阿克斯布姆
斯文·阿克斯布姆（瑞典語：Sven Axbom，1926年10月15日—2006年4月8日），瑞典男子足球运动员，司职后卫。他曾代表瑞典国家队参加1958年国际足联世界杯，获得亚军。他于2006年去世，享年79岁。